# Silmido (film)
Silmido je južnokorejski akcijski film iz leta 2003, ki ga je režiral Kang Woo-suk. 
Sam film temelji na dogodkih silmidoškega incidenta, a so določene podrobnosti spremenjene, tako da so se nad njim pritožili sorodniki vpletenih v incident.
Ob predvajanju je bil najbolj gledani film vseh časov v Južni Koreji in prvi film, ki si ga je ogledalo več kot 10 milijonov gledalcev. Do leta 2006 je bil tretji najuspešnejši film v zgodovini južnokorejske filmografije, za filmoma Brata v vojni (drugi najuspešnejši) in Kralj in klovn (najuspešnejši).